# Esvaïment

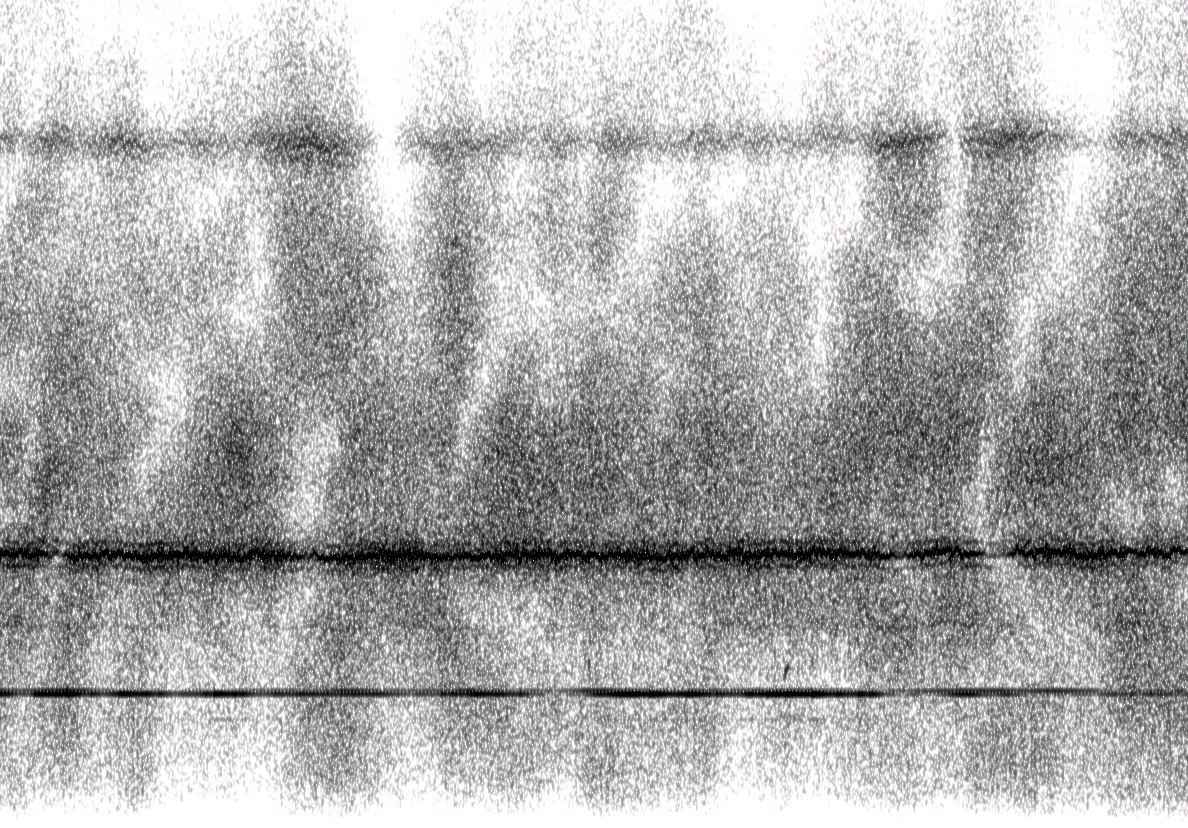
L'esvaïment variable en el temps selectiu per freqüència fa que aparegui un patró ennuvolat en un espectrograma. El temps es mostra a l'eix horitzontal, la freqüència a l'eix vertical i la intensitat del senyal com a intensitat en escala de grisos.

En les comunicacions sense fil, l'esvaïment és la variació de l'atenuació del senyal sobre variables com el temps, la posició geogràfica i la radiofreqüència. L'esvaïment sovint es modela com un procés aleatori. En els sistemes sense fil, l'esvaïment pot ser degut a la propagació de camins múltiples, conegut com a esvaïment induït per camins múltiples, el temps (especialment la pluja) o l'ombra d'obstacles que afecten la propagació de l'ona, de vegades anomenada esvaïment de l'ombra.
Un canal d'esvaïment és un canal de comunicació que experimenta l'esvaïment.

## Conceptes clau
La presència de reflectors a l'entorn que envolta un transmissor i un receptor crea múltiples camins que un senyal transmès pot recórrer. Com a resultat, el receptor veu la superposició de múltiples còpies del senyal transmès, cadascuna travessant un camí diferent. Cada còpia de senyal experimentarà diferències d'atenuació, retard i canvi de fase mentre es desplaça des de la font fins al receptor. Això pot donar lloc a una interferència constructiva o destructiva, que amplifica o atenua la potència del senyal vista al receptor. La interferència destructiva forta es coneix sovint com un esvaïment profund i pot provocar un fracàs temporal de la comunicació a causa d'una caiguda severa de la relació senyal-soroll del canal.
Un exemple comú d'esvaïment profund és l'experiència d'aturar-se en un semàfor i escoltar una emissió de FM degenerar en estàtica, mentre que el senyal es torna a adquirir si el vehicle es mou només una fracció d'un metre. La pèrdua de l'emissió és causada perquè el vehicle s'atura en un punt on el senyal ha experimentat una interferència destructiva severa. Els telèfons mòbils també poden presentar esvaïments momentànies similars.
Els models de canal d'esvaïment s'utilitzen sovint per modelar els efectes de la transmissió electromagnètica d'informació a través de l'aire a les xarxes cel·lulars i la comunicació de difusió. Els models de canal d'esvaïment també s'utilitzen en comunicacions acústiques submarines per modelar la distorsió causada per l'aigua.

## Tipus

### Esvaïment lent versus ràpid
Els termes esvaïment lent i ràpid es refereixen a la velocitat a la qual canvia la magnitud i el canvi de fase imposat pel canal al senyal. El temps de coherència és una mesura del temps mínim necessari perquè el canvi de magnitud o de fase del canal no es correlacioni amb el seu valor anterior.
- L'esvaïment lent sorgeix quan el temps de coherència del canal és gran en relació amb el requisit de retard de l'aplicació.[2] En aquest règim, el canvi d'amplitud i fase imposat pel canal es pot considerar aproximadament constant durant el període d'ús. L'esvaïment lent pot ser causat per esdeveniments com l'ombra, on una gran obstrucció, com un turó o un gran edifici, enfosquia el camí del senyal principal entre el transmissor i el receptor. El canvi de potència rebuda causat per l'ombra sovint es modela utilitzant una distribució logarítmica normal amb una desviació estàndard segons el model de pèrdua de camí logarítmica.
- L'esvaïment ràpid es produeix quan el temps de coherència del canal és petit en relació amb el requisit de retard de l'aplicació. En aquest cas, el canvi d'amplitud i fase imposat pel canal varia considerablement durant el període d'ús.

En un canal d'esvaïment ràpid, el transmissor pot aprofitar les variacions de les condicions del canal utilitzant la diversitat de temps per ajudar a augmentar la robustesa de la comunicació fins a un esvaïment profund temporal. Tot i que un esvaïment profund pot esborrar temporalment part de la informació transmesa, l'ús d'un codi de correcció d'errors juntament amb bits transmesos amb èxit durant altres instàncies de temps ( entrellaçat) pot permetre que es recuperin els bits esborrats. En un canal d'esvaïment lent, no és possible utilitzar la diversitat de temps perquè el transmissor només veu una realització única del canal dins de la seva limitació de retard. Per tant, un esvaïment profund dura tota la durada de la transmissió i no es pot mitigar mitjançant la codificació.

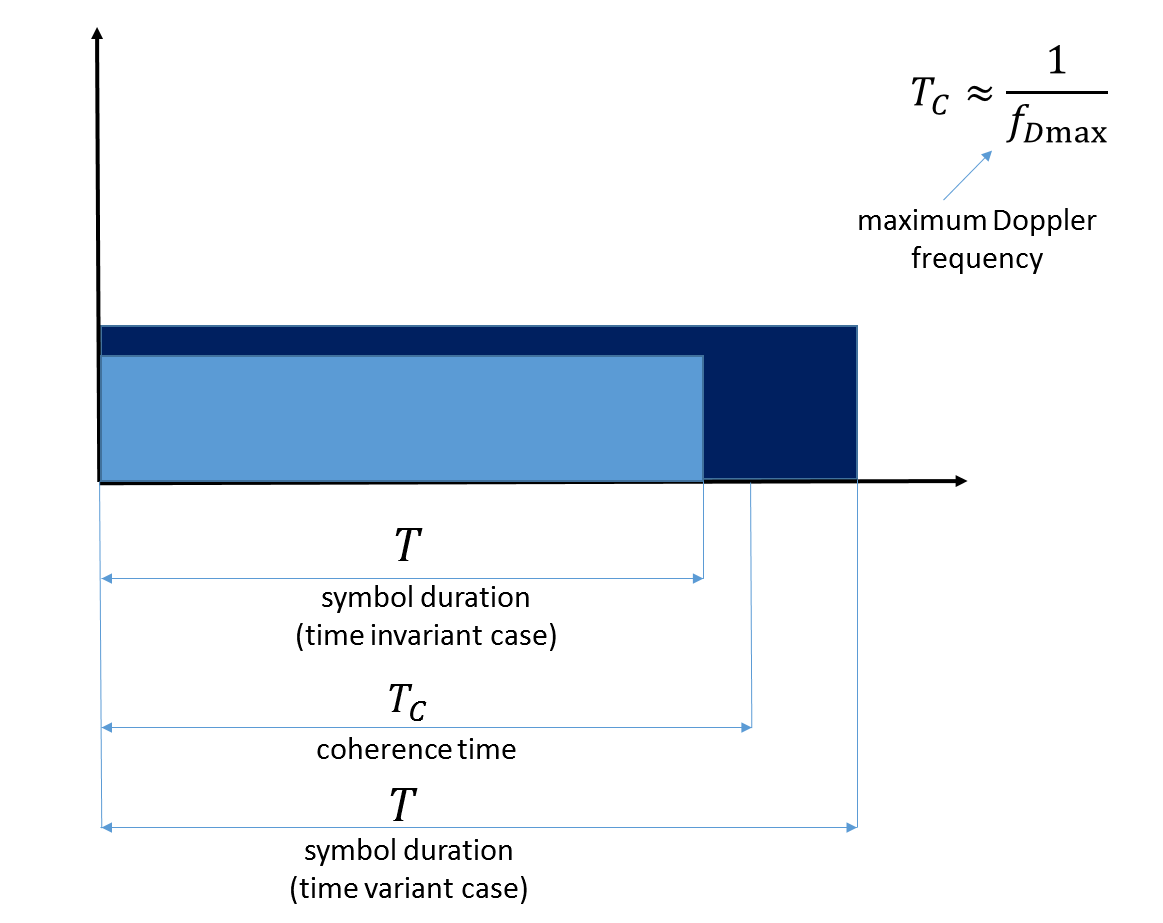

El temps de coherència del canal està relacionat amb una quantitat coneguda com a propagació Doppler del canal. Quan un usuari (o reflectors del seu entorn) es mou, la velocitat de l'usuari provoca un canvi en la freqüència del senyal transmès al llarg de cada camí del senyal. Aquest fenomen es coneix com el desplaçament Doppler. Els senyals que viatgen per diferents camins poden tenir diferents desplaçaments Doppler, corresponents a diferents velocitats de canvi de fase. La diferència en els desplaçaments Doppler entre diferents components del senyal que contribueixen a un toc de canal d'esvaïment del senyal es coneix com a propagació Doppler. Els canals amb una gran propagació Doppler tenen components de senyal que canvien cadascun de manera independent en fase al llarg del temps. Com que l'esvaïment depèn de si els components del senyal s'afegeixen de manera constructiva o destructiva, aquests canals tenen un temps de coherència molt curt.
En general, el temps de coherència està inversament relacionat amb la propagació Doppler, normalment expressada com
{\displaystyle T_{c}\approx {\frac {1}{D_{s}}}}
on {\displaystyle T_{c}} és el temps de coherència, {\displaystyle D_{s}} és la propagació Doppler. Aquesta equació és només una aproximació, per ser exactes, vegeu Temps de coherència.

### Esvaïment de bloqueig
L'esvaïment del bloc és on el procés d'esvaïment és aproximadament constant durant un nombre d'intervals de símbols. Un canal pot tenir un "esvaïment de bloc doble" quan s'esvaeix tant en el domini del temps com en el de la freqüència. Molts canals de comunicacions sense fil són dinàmics per naturalesa i es modelen habitualment com a esvaïment de blocs. En aquests canals cada bloc de símbol passa per una transformació estadísticament independent. Normalment, els canals que varien lentament basats en el model jakes de l'espectre de Rayleigh s'utilitzen per a l'esvaïment de blocs en un sistema OFDM.

### Esvaïment selectiu

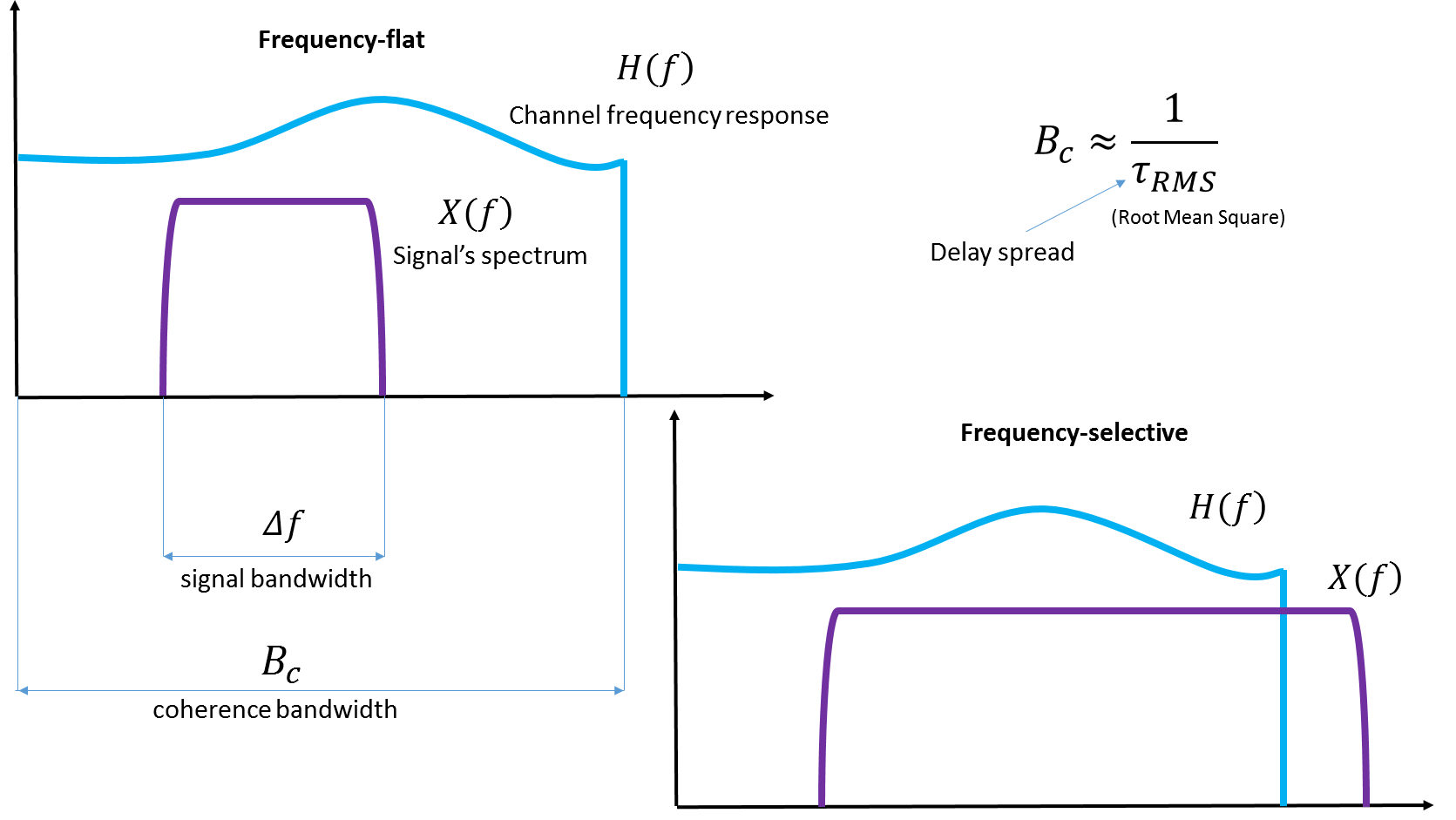

L'esvaïment selectiu o l'esvaïment selectiu de freqüència és una anomalia de propagació de ràdio causada per la cancel·lació parcial d'un senyal de ràdio per si mateix — el senyal arriba al receptor per dos camins diferents, i almenys un dels camins està canviant (allargant o escurçant). Això succeeix normalment a primera hora del vespre o a primera hora del matí, ja que les diverses capes de la ionosfera es mouen, se separen i es combinen. Els dos camins poden ser d'ona celeste o d'ona terrestre.

### Upfade
Upfade és un cas especial d'esvaïment, utilitzat per descriure la interferència constructiva, en situacions en què un senyal de ràdio guanya força. Algunes condicions de múltiples camins fan que l'amplitud d'un senyal s'incrementi d'aquesta manera perquè els senyals que viatgen per diferents camins arriben al receptor en fase i esdevenen additius al senyal principal. Per tant, el senyal total que arriba al receptor serà més fort del que hauria estat d'una altra manera sense les condicions de múltiples camins. L'efecte també es nota als sistemes LAN sense fil.

## Models
Exemples de models d'esvaïment per a la distribució de l'atenuació són:
- Models d'esvaïment dispersos, amb diversos ecos, cadascun exposat a diferents retards, guanys i canvis de fase, sovint constants. Això provoca un esvaïment selectiu de freqüència i una interferència entre símbols. Els guanys poden ser distribuïts en Rayleigh o Rician. Els ecos també poden estar exposats al canvi Doppler, donant lloc a un model de canal variable en el temps.
- Esvaïment de Nakagami
- Esvaïment de l'ombra normal
- Esvaïment de Rayleigh
- Esvaïment de Rice
- Esvaïment de dues ones amb potència difusa (TWDP).
- Easvaïment de Weibull

## Mitigació
L'esvaïment pot provocar un rendiment baix en un sistema de comunicació perquè pot provocar una pèrdua de potència del senyal sense reduir la potència del soroll. Aquesta pèrdua de senyal pot tenir una part o tot l'ample de banda del senyal. L'esvaïment també pot ser un problema, ja que canvia amb el temps: els sistemes de comunicació sovint estan dissenyats per adaptar-se a aquestes deficiències, però l'esvaïment pot canviar més ràpidament del que es poden fer les adaptacions. En aquests casos, la probabilitat d'experimentar un esvaïment (i errors de bits associats a mesura que la relació senyal-soroll baixa) al canal es converteix en el factor limitant en el rendiment de l'enllaç.